# Tegelsätter
Tegelsätter är ett naturreservat i Kinda kommun i Östergötlands län.
Området är naturskyddat sedan 2014 och är 8 hektar stort. Reservatet omfattar en östbrant och består av högvuxen granskog med inslag av lövträd.